# Michael Baxandall
Michael Baxandall, född 18 augusti 1933 i Cardiff, Wales, död 12 augusti 2008, var en brittisk konsthistoriker, bland annat känd för sin bok Painting and Experience in 15th century Italy. 
I boken Patterns of Intention  presenterade Baxandall en intentional förklaringsmodell som ska vara till hjälp att göra historiska tolkningar av ett konstverk. Baxandall menade att ett konstverk kan ses som svaret på en problemformulering. Han använde i sin analysmodell begreppen:
- Förutsättningar samt uppdragsformuleringar, vilka möjliggör en process
- Specifika förhållanden kring tillblivelsen, vilka sedan konstverket är svaret på
- Samband mellan konstnär och omgivande samhälle